# Игнатиха (река)
Игнатиха — река в России, протекает по Кош-Агачскому району Алтайского края. Устье реки находится в 45 км от устья реки Коксу по правому берегу. Длина реки составляет 10 км.

## Данные водного реестра
По данным государственного водного реестра России относится к Верхнеобскому бассейновому округу, водохозяйственный участок реки — Катунь, речной подбассейн реки — Бия и Катунь. Речной бассейн реки — (Верхняя) Обь до впадения Иртыша.